# Enlucido

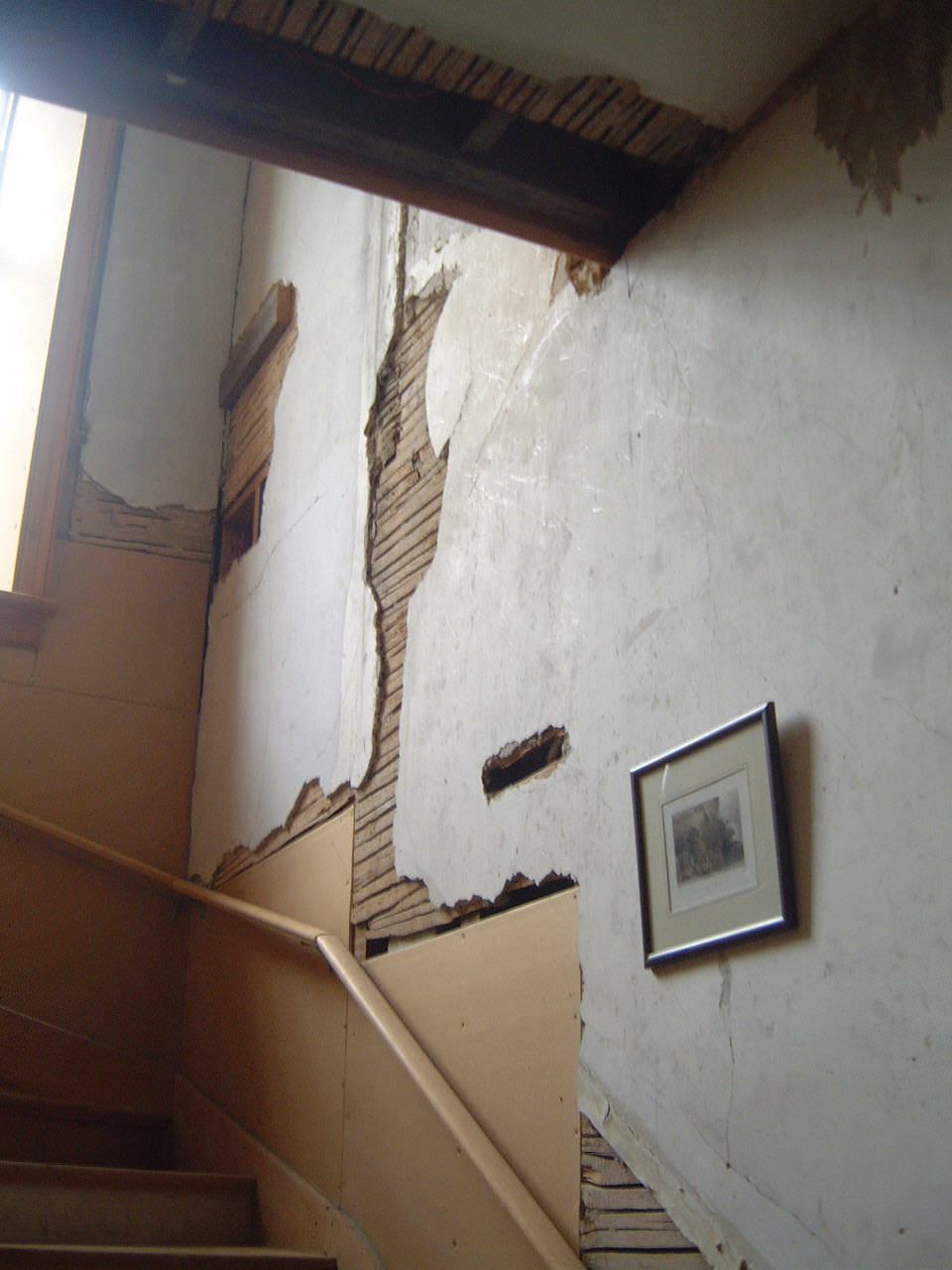
Revestimiento parcial de yeso.

Se denomina enlucido al revestimiento continuo de yeso blanco que constituye la capa de terminación aplicada sobre la superficie del guarnecido. 
El albañil, o el yesista o yesero, aplica esta capa a los muros, tabiques y techos, previamente revestidos con yeso negro; un material de textura más pobre, para que presenten una superficie de acabado tersa y dura.
El enlucido con yeso blanco suele tener solamente pocos milímetros de espesor, y por norma general se suele pintar.

## Origen
Se han encontrado paredes revestidas con pasta de yeso en cámaras funerarias del Antiguo Egipto datadas alrededor del 2000 a. C. El enlucido se sigue utilizando hoy en día como el revestimiento principal en paredes interiores de ladrillo.

## Aplicación
El yeso debe prepararse mezclándolo con la cantidad adecuada de agua en el momento de su aplicación, pues en pocos minutos empieza a fraguar, en cuyo caso no tendrá capacidad de adherencia a la pared. Cuando el yeso ya ha comenzado a fraguar, se le denomina "yeso muerto", quedando inutilizable.
El yeso se aplica «a mano» con una llana, con la que se alisa. Existen dos modalidades de aplicación de yeso, previas al enlucido:
- Yeso maestreado: denominado así por la utilización de «maestras» o listones verticales de madera (también llamados fajinas), que se colocan previamente en la pared con el fin de asegurar un grosor homogéneo de la capa de yeso. En estos casos, se aplica el yeso y se nivela pasando por la superficie una regleta que se va apoyando en las maestras.
- Yeso sin maestrear o «a buena vista»: procedimiento más rudimentario, cuyo acabado final depende en gran medida de la pericia del yesista.

Para un correcto acabado, antes de aplicar el yeso blanco es conveniente dejar que el guarnecido haya secado. También es conveniente no enlucir en días excesivamente secos y calurosos, pues el secado prematuro del yeso puede producir fisuras por retracción.